# جامعة أنجليا روسكين
جامعة أنجليا روسكين ( اختصارًا ARU) هي جامعة في شرق أنجليا بالمملكة المتحدة، تأسست عام 1858 بواسطة وليام جون بومونت [الإنجليزية]، وأصبحت جامعةً عام 1992، وأُعيد تسميتها بعد جون راسكن عام 2005.

## خريجون بارزون
- مايكل اشكروفت
- سيد باريت وديفيد غيلمور
- نيكولاس كرين
- كيم هاولز
- يان ميلر
- مارك وود